# Fumakilla
Fumakilla ist ein im Jahr 2000 von DJ Woody in Berlin gegründetes Plattenlabel für elektronische Musik.
Die erste Veröffentlichung war Woodys EP Body Music. Später folgten Veröffentlichungen von Tulasonic (Adel Hafsi, Roger Cobernuss), Autotune, Lars Sommerfeld, Ultrahigh, The Dose, Paul Ritch und Livio & Roby. Eine der erfolgreichsten Veröffentlichungen war Autotunes Psycho Revolution EP (Fumakilla 10), die vor allem durch den Clubhit Keep It Wrong bekannt wurde.
Anlässlich des 10-jährigen Bestehens erschien 2010 die Compilation Ten Years of Fumakilla – Compiled and mixed by Woody.